# Monistas
Los monistas (del término griego μόνος –mónos–: sólo, único) son los filósofos presocráticos, que postulaban un único ἁϱχή (arjé) o principio constitutivo de las cosas, que es lo verdaderamente existente, y que a partir de él surge la pluralidad por procesos físicos.
Tal principio filosófico suele conservar carácter divino. Según Tales de Mileto y Anaxímenes, este principio elemental y único es lo concreto, como el agua y el aire. En opinión de Anaximandro se trataba de lo indefinido, el άπειϱον: ápeiron, que significa un sustrato «indeterminado», que fue anterior a cualquier elemento concreto.
Parménides define el principio como el Ser. Presenta un caso lógico y ontológico. Este Ser designa a lo verdaderamente existente. La pluralidad de las cosas constituye sólo apariencias.

## Lista de filósofos monistas
- Tales de Mileto
- Anaximandro
- Anaxímenes
- Heráclito
- Parménides
- Pitágoras